# Celler Cooperatiu de Banyeres
El Celler Cooperatiu de Banyeres és una obra de Banyeres del Penedès (Baix Penedès) inclosa a l'Inventari del Patrimoni Arquitectònic de Catalunya.

## Descripció
És compost per l'alternança de dos cossos junt amb dos magatzems. Ambdues coses (cos i magatzem) són iguals però els de l'esquerra són de construcció més recent. El cos dret, el més antic, presenta una gran portalada d'arc de mig punt, la qual té a cada costat una finestra semicircular. Una cornisa recorre tota la façana a l'alçada de la línia d'impostes de la porta i de les finestres. A la part alta hi ha tres finestres col·locades al bell mig, les quals són d'arc de mig punt i són disposades a diferent nivell. De la línia d'impostes de les esmentades finestres neix també una cornisa que recorre tota l'amplada de la façana. Rematant l'edifici hi ha una estructura lobulada composta per tres lòbuls els quals són separats per quatre pilars exempts. Sobre les finestres superiors hi ha la data de construcció (1918).

## Història
Com al poble veí de Llorenç del Penedès, l'any 1918 es fundà el celler cooperatiu (Sindicat Cambra Agrícola de Banyeres). La seva producció era de 10.000 hectolitres de vi, 85.000 quilos d'ordi i 55.000 d'olives.